# Antsalova (Distrikt)

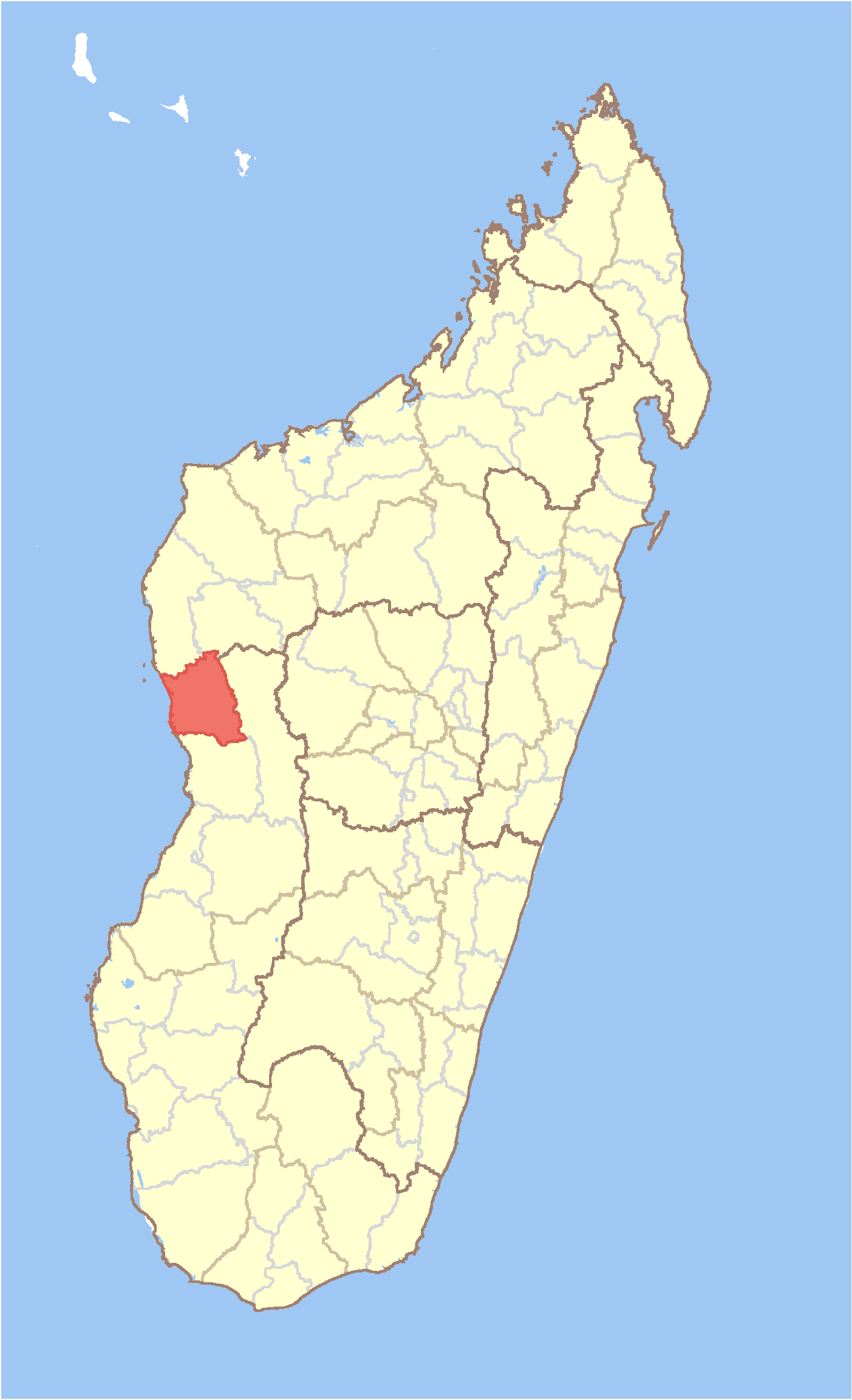
Der Distrikt Antsalova liegt im Süden der Region

Antsalova ist einer von fünf Distrikten in der Region Melaky im Westen von Madagaskar.

## Geografie
Der Distrikt hat eine Fläche von 7.195 km². Im Norden grenzt der Distrikt an Maintirano (Distrikt), im Nordosten an Morafenobe (Distrikt), im Osten an Miandrivazo (Distrikt) und im Süden an Belo sur Tsiribihina (Distrikt). Der Westen von Antsalova liegt an der Straße von Mosambik. 2001 lebten ca. 30.000 Menschen in diesem Distrikt. Sie gehören zu dem Volk der Sakalava. Der Hauptort ist Antsalova.
Zum Distrikt gehört der Nationalpark Tsingy de Bemaraha.
Städte im Distrikt Antsalova:
- Antsalova
- Bekopaka
- Masoarivo
- Soahany
- Trangahy